# Международна федерация по волейбол
Международна федерация по волейбол (Fédération Internationale de Volleyball (FIVB)) е международна организация, управляваща световния волейбол. Нейната централа се намира в Лозана, Швейцария.

## История
FIVB е основана в Париж, Франция през 1947 г. На учередителното събрание присъстват 14 национални федерации от 5 континента. За първи президент е избран французинът Пол Либо (Paul Libaud). Друга основна задача на учредителното събрание през 1947 е да осъществи 2 години по-късно основаването на първото световно първенство. През 1952 година се организира и първото световно първенство за жени.
След оставката на г-н Либо през 1984 година за поста президент е избран мексиканецът Рубен Акоста Хернандес (Rubén Acosta Hernández). През същата година централата на FIVB се премества в Лозана, за да е по-близко до МОК.
Плажният волейбол е приет за официална дисциплина за олимпийските игри в Атланта през 1996 г.
На 24 август 2008 г. по време на Олимпийските игри в Пекин на специално организирана церемония президента на FIVB Рубен Акоста прехвърля своите президентски правомощия на г-н Цзичжун Вей (Jizhong Wei). Вей изпълнява длъжността президент на FIVB до изборите на 21 септември 2012 година на XXXIII конгрес в Анахайм (щ. Калифорния). За нов президент на конгреса е избран бразилецът Ари Граса

## Дейности
Основните дейности на FIVB са да планира и организира разпространяването на волейбола в световен мащаб. Нейни задължения са да определя правилата, по които се провежда играта, да подпомага развитието на волейболната игра и континеталните конфедерации.
FIVB е и последна инстанция при решаването на спорове свързани с транфера на волейболисти.
Освен това FIVB организира следните межуднародни волейболни събития:
- Олимпийският турнир по волейбол
- Световно първенство
- Световна купа
- Световна лига
- Гранд при

а и също:
- Световно волейболно първенство за младежи (21)
- Световно първенство за жени до 20 години
- Световно първенство за юноши (19)
- Световно първенство за юноши (19)

## Организация
Висшият орган на Международната федерация по волейбол – Световен конгрес, се събира веднъж на 2 години (по време на провеждането на световния шампионат и в годината на провеждане на олимпийските игри). От момента на създаване на FIVB (1947) са проведени 31 конгреса.
За участие в Конгреса се канят всички национални федерации, явяващи се членове на FIVB или кандидати за встъпване в тази организация.
За решаването на задачите, поставени от Конгреса пред FIVB делегатите на Конгреса избирате за срок от 4 години Административен съвет в състав 30 души. От състава на своите членове Административният съвет избира Изпълнителен комитет, който провежда решенията на Конгреса, а също така организира ежедневната дейност на FIVB. Неговата работа ръководи Президент на Международната федерация по волейбол, избиран от Конгреса със срок от 4 години.
За решаването на специални задачи се създават постоянни технически комисии, комитети и съвети:
- Комисии на FIVB (общо 10): юридическа, финансова, за преса, по правилата на играта, арбитражна, техническа, треньорска, медицинска, по развитието, за телевизия и нови средства за масова информация.
- Комитети на FIVB (общо 2): инвестиционен, дисциплинарен.
- Съвети на FIVB (общо 4): по спортните състезания, по плажен волейбол, по световната лига, по световните Гран-При.

Континенталните конфедерации са структурни подразделения на ФИВБ. Те са опълномощени представители на ФИВБ в своите географски зони.

## Членове на ФИВБ

### Европа
Австрия, Азербайджан, Албания, Англия, Андора, Армения, Беларус, Белгия, България, Босна и Херцеговина, Унгария, Германия, Гибралтар, Гренландия, Гърция, Грузия, Дания, Естония, Израел, Ирландия, Исландия, Испания, Италия, Кипър, Латвия, Литва, Лихтенщайн, Люксембург, Северна Македония, Малта, Молдова, Монако, Холандия, Норвегия, Полша, Португалия, Русия, Румъния, Сан Марино, Северна Ирландия, Сърбия, Словакия, Словения, Турция, Украйна, Уелс, Фарьорски острови, Финландия, Франция, Хърватия, Черна гора, Чехия, Швейцария, Швеция, Шотландия.

### Азия и Океания
Австралия, Афганистан, Бангладеш, Бахрейн, Бруней, Бутан, Вануату, Виетнам, Хонконг, Гуам, Източен Тимор, Индия, Индонезия, Ирак, Иран, Йемен, Йордания, Казахстан, Камбоджа, Катар, Киргизстан, Кирибати, Китай, КНДР, Южна Корея, Кувейт, Острови Кук, Лаос, Ливан, Макао, Малайзия, Малдивски острови, Маршалови острови, Мианмар, Микронезия, Монголия, Науру, Непал, Ниуе, Нова Зеландия, ОАЕ, Оман, Пакистан, Палау, Палестина, Папуа-Нова Гвинея, Самоа, Американско Самоа, Саудитска Арабия, Северни Мариански острови (Сайпан), Сингапур, Сирия, Соломонови острови, Таджикистан, Тайланд, Тайван, Тонга, Тувалу, Туркменистан, Узбекистан, Фиджи, Филипини, Френска Полинезия (Таити), Шри Ланка, Япония.

### Африка
Алжир, Ангола, Бенин, Ботсвана, Буркина Фасо, Бурунди, Габон, Гамбия, Гана, Гвинея, Гвинея-Бисау, Джибути, Египет, Екваториална Гвинея, Еритрея, Етиопия, Замбия, Зимбабве, Кабо Верде, Камерун, Кения, Коморски острови, Република Конго, Конго ДР, Кот д'Ивоар, Лесото, Либерия, Либия, Мавриций, Мавритания, Мадагаскар, Малави, Мали, Мароко, Мозамбик, Намибия, Нигер, Нигерия, Руанда, Сао Томе и Принсипи, Есватини, Сейшелски Острови, Сенегал, Сомалия, Сиера Леоне, Судан, Танзания, Того, Тунис, Уганда, ЦАР, Чад, ЮАР.

### Северна Америка, Централна Америка и Карибския басейн
Ангуила, Антигуа и Барбуда, Холандски Антили, Аруба, Бахамски острови, Барбадос, Белиз, Бермудски острови, Британски Вирджински острови, Американски Вирджински острови, Гваделупа, Гватемала, Гренада, Доминика, Доминиканска република, Кайманови острови, Канада, Коста Рика, Куба, Мартиника, Мексико, Монтсерат, Никарагуа, Панама, Пуерто Рико, Салвадор, Сейнт Винсент и Гренадини, Сейнт Китс и Невис, Сейнт Лусия, Суринам, САЩ, Тринидад и Тобаго, Хаити, Хондурас, Ямайка.

### Южна Америка
Аржентина, Боливия, Бразилия, Венецуела, Гвиана, Еквадор, Колумбия, Парагвай, Перу, Уругвай, Френска Гвиана, Чили.